# Abatiá
Abatiá là một đô thị thuộc bang Paraná, Brasil. Đô thị này có diện tích 229,083 km², dân số năm 2007 là 7965 người, mật độ 34,8 người/km².